# Kunst im öffentlichen Raum in Lippstadt
Kunst im öffentlichen Raum in Lippstadt umfasst öffentlich zugängliche Plastiken, Skulpturen, Brunnen, Wandmalereien, Mosaike und Graffiti im Gebiet der Stadt Lippstadt in Nordrhein-Westfalen. Die nachstehende Liste von Kunstwerken im öffentlichen Raum ist nicht vollständig. Sie wird kontinuierlich ergänzt.

## Liste
| Bild              | Titel/Bezeichnung | Standort                           | Künstler             | Entstanden/errichtet | Anmerkungen                                                                                  |
| ----------------- | ----------------- | ---------------------------------- | -------------------- | -------------------- | -------------------------------------------------------------------------------------------- |
| weitere Bilder    | Die Lesende       | Lage                               | Jürgen Ebert         |                      | Bronzeskulptur                                                                               |
| Der Narr          | Der Narr          | Koordinaten fehlen! Hilf mit.      | Wilfried Koch        |                      | Bronzeskulptur                                                                               |
| Niemöller-Denkmal | Niemöller-Denkmal | Lage                               |                      |                      | Denkmal für den Theologen und Widerstandskämpfer Martin Niemöller.                           |
| Bürgerbrunnen     | Bürgerbrunnen     | Rathausplatz, Lange Straße 14 Lage | Bonifatius Stirnberg | 1988                 | Die Figuren am Bürgerbrunnen stellen bedeutende Persönlichkeiten der Stadtgeschichte dar.    |
| weitere Bilder    | Bernhardbrunnen   | Am Bernhardbrunnen Lage            | Albert Pehle         | 1914                 | Der Bernhardbrunnen wurde zur Erinnerung an Bernhard II., den Gründer Lippstadts, errichtet. |